# A Bruxa Satânica
A Bruxa Satânica é um livro escrito por Anton LaVey. É um guia para a manipulação e sedução de homens por mulheres. Embora tenha sido escrito para mulheres, muitos satanistas do sexo masculino lêem porque ele contém informações sobre a magia menor.
Foi publicado pela primeira vez pela Companhia  Dodd, Mead and Company, em 1971, com o título de A Bruxaria Completa. Foi republicado pela Feral House, em 1989, com uma introdução por Zeena LaVey (ISBN 0-922915-00-8), e novamente em 2003 com uma nova introdução por Peggy Nadramia e depois por Blanche Barton (ISBN 0-922915-84-9 ).
Um dos conceitos mais importantes introduzidas em A Bruxa Satânica foi o relógio sintetizador, uma forma melhorada incorporando um quarto tipo de base para os três já em uso comum (Com adição do "tipo puro" feminino, em frente ao " pura masculino "ou do tipo mesomorfo). O relógio sintetizador de Lavey postula que todas as pessoas que ocupam um corpo e que tem definido o tipo de personalidade, ao serem colocados ao longo de várias posições de graus de relógio nos quatro tipos propostos, os amigos e amantes ideal irá representar o oposto da personalidade e posição oposta no relógio Sintetizador.

## Sumário
- Introdução por Peggy Nadramia / Introdução por Zeena LaVey
- Prologue
  - O Teste do Treze Fatores
- 1. Você é uma bruxa?
  - O mito da "Magia Branca"
  - A cena de drogas
  - A Bruxa Casada Contra a Bruxa Solteira Escolha um caminho
  - Ser "Natural" Contra Ter habilidade
- 2. Conhecer a si mesmo e os outros
  - Você é Real
  - A personalidade do sintetizador de LaVey
  - Predominância masculina em corpos femininos e Vice-Versa
  - Temperamento
  - Cor de pele e tons de carne
  - Proporções Gerais
  - Inclinações sexuais
  - Senso de Humor
  - Álcool e Drogas
  - Profissões e Ocupações
  - Esportes, atletismo, dores e inchaços
  - Naturalmente, Você é passivo ou ativo?
  - O Poder de determinados Nomes
  - Seu Nome
  - A lei da atração dos opostos
  - Pelo seu auto-móvel saberei quem você é
  - Os padrões de sono ... Quarto e Outras Atividades
- 3. P.S.E.: Projeção Sensual Extra
  - Os Alunos dos olhos como uma medida para o Sucesso
  - Som
  - A importância dos Odores
  - Gostos
  - Toques
- 4. Procure Dizer Tudo
  - Você Não tem que ser feia
  - Make-up: Coloração Projetada
  - Sua Pele
  - Seu subpêlo
  - A Lei do proibido
  - Segredos de exposição indecente
- 5. Moda: A Maior amiga das bruxas, A Bruxaria: Pior Inimiga da moda
  - Caricaturas entalhadas
  - Meias contra Chinelas de casa
  - O Salto Alto
  - Com prostitutas e Pentagramas
  - Acessórios
  - Indícios de Cores para Bruxarias
- 6. Prostituição
  - Aproveitando-se de homens que pensam que estão tirando vantagem de você
  - Como e Quando Mentir
  - Aprenda a Ser Estúpida
  - Como atrair um homem casado
  - Cedendo
  - A Loucura de tentar seduzir um Homossexual
  - A Bruxaria Lesbica
  - Artimanhas, gestos, hábitos no banheiro e associados
- 7. Meios de adivinhação
  - Como Explicar fortunas com nenhuma experiência anterior
  - "Leitura Fria" e "Cobrindo cicatrizes"
  - Profetize
- 8. Cerimônia Mágica
  - Sexo mágico com falsa santidade
  - lançando um feitiço
  - Como se protejer de outras bruxas
  - Como se tornar um Succubus e atacar um homem de sua escolha enquanto ele dorme
  - Na escolha de um familiar ou um Demônio
- 9. Relações públicas para bruxas
  - Como dar a notícia
- Bibliografia Selecionada
- Posfácio de Blanche Barton
- Os guardas demonstram um Relógio Sintetizador de LaVey

## Ligações Externas
- Excertos e atualizações sobre A Bruxa Satânica[ligação inativa]
- "Anton LaVey e Mulheres - Apologias" por Vexen Crabtree de "A Defesa dos ataques comum sobre satanismo"[ligação inativa]
- Resenhas de A Bruxa Satânica
- "Bruxarias Satânicas"[ligação inativa], um ensaio original por Abby Brimstone
- O principal recurso para a Bruxaria Satânica Moderna. Dirigido Por Szandora LaVey